# His Saving Grace
Pour plus de détails, voir Fiche technique et Distribution.
His Saving Grace est un film américain réalisé par Harry McCoy, sorti en 1917.

## Fiche technique
- Titre original : His Saving Grace
- Réalisation : Harry McCoy
- Production : Mack Sennett
- Société de production : Keystone
- Société de distribution : Keystone
- Pays d'origine :  États-Unis
- Langue originale : anglais
- Format : noir et blanc — 35 mm — 1,37:1 — Film muet
- Genre : Comédie
- Durée : une bobine
- Date de sortie :
  - États-Unis : 30 septembre 1917
- Licence : Domaine public

## Distribution
- Harry McCoy
- Eve Southern
- A. Edward Sutherland
- Bert De Vore
- Frederick Bertrand